# Paul Baudouin
Paul Louis Arthur Baudouin (19. prosince 1894 v Paříži — 10. února 1964 tamtéž) byl francouzský politik Třetí republiky a vichistického režimu. Později zastával vedoucí pozice v soukromém sektoru zaměřené na francouzská koloniální území.

## Životopis
Paul Baudouin pocházel z bohaté pařížské bankovní rodiny. Jeho biologickým otcem byl Maurice Rouvier. Studoval na École polytechnique. Během první světové války sloužil Baudouin jako dělostřelec a následně se stal finančním inspektorem. V roce 1930 se stal ředitelem Banque de l'Indochine. Politicky Baudouin stále více sympatizoval s myšlenkami nacionalistické Action française.
Dne 30. března 1940 ho premiér Paul Reynaud jmenoval náměstkem ministra zahraničí ve vládě. Po německém útoku na Francii a hrozícím vojenském kolapsu se 16. června 1940 ujal vlády Philippe Pétain a vyzval k rychlému ukončení bojů. Baudouin se stal novým ministrem zahraničí 17. června 1940 a prostřednictvím španělského velvyslance Lequericy vyjednal s Německou říší podmínky příměří, které bylo uzavřeno 22. června v Compiègne.
S nástupem vichistického režimu zůstal Baudouin ministrem zahraničí a byl pravděpodobně prvním úředníkem, který použil termín „kolaborace“ pro „probíhající spolupráci“ mezi vichistickou Francií a Německou říší. Tento termín se objevuje v memorandu ministerstva zahraničí z července 1940. Baudouin vedl důležitá jednání s německou a italskou vládou, ale nedokázal přesvědčit Pierra Lavala o podmínkách příměří a 28. října 1940 ztratil svůj úřad. Poté působil jako ministr zahraničí pod vedením Étienna Flandina (od 13. prosince 1940 do 23. února 1941).
Do roku 1944 Baudouin opět pracoval pro Banque de l'Indochine a podporoval mládežnické hnutí vichistického režimu (Chantiers de la jeunesse française). V březnu 1947 byl Baudouin jakožto představitel kolaborantské vlády odsouzen k pěti letům vězení v pracovním táboře za velezradu, ale v roce 1948 byl propuštěn. Po válce se stal generálním ředitelem a předsedou nástupnické společnosti znárodněných polských podniků v Hutě Bankowé, předsedou Union financière d'Extrême-Orient, viceprezidentem Distilleries de l'Indochine a členem dozorčích rad několika veřejných společností, včetně Comptoir Lyon-Alemand a Compagnie générale des transports en Afrique.